# گوش‌خراش زیردم‌حنایی
گوش‌خراش زیردم‌حنایی (نام علمی: Ortalis ruficauda) عضوی از یک گروه باستانی از پرندگان تیرهٔ گوش‌خراشان (Cracidae) است که به تپه‌سازان استرالیایی مربوط می‌شود. این پرنده در شمال شرقی کلمبیا و شمال ونزوئلا زندگی می‌کند که گواچاراکا نامیده می‌شود، و جزیره توباگو در ترینیداد و توباگو که به عنوان کوکریکو شناخته می‌شود و یکی از دو پرنده ملی این کشور است (که بر روی نشان سلحشوری کشور نشان داده شده است). همچنین در بِکوئیا و جزیرهٔ یونیون در گرنادین‌ها یافت می‌شود که احتمالاً در آنجا معرفی شده است.